# Авиагородок
Авиагородо́к — комплекс зданий и сооружений, расположенных на одном земельном участке, вблизи аэропортов и используемых для функционирования инфраструктуры аэропортов, размещения приписанного к ним лётного и инженерно-технического состава, обслуживающего персонала аэропортов, а также для организации жизнеобеспечения самих авиагородков.
В данных городках обычно размещаются: базы технического обслуживания и снабжения, гостиницы, таможенные терминалы, линейные отделения милиции и пограничного контроля, а также жилая инфраструктура: школы, детсады, магазины, объекты жилищно-коммунального хозяйства.
Строительство авиагородков приписывается, как правило, советскому периоду, когда всё хозяйство аэропортов и весь авиапарк принадлежали государству и управлялись одним министерством — Министерством гражданской авиации СССР. Соответствующие подразделения и службы при данном Министерстве выполняли в авиагородках административно-хозяйственные функции: распределяли между работниками жильё, выступали застройщиками и подрядчиками строительства, эксплуатировали объекты жизнеобеспечения и прочую инфраструктуру.
В настоящее время все авиагородки переданы на баланс местным властям (муниципалитетам) и являются микрорайонами городов или отдельными населёнными пунктами.

## Фотогалерея авиагородков Москвы и Подмосковья

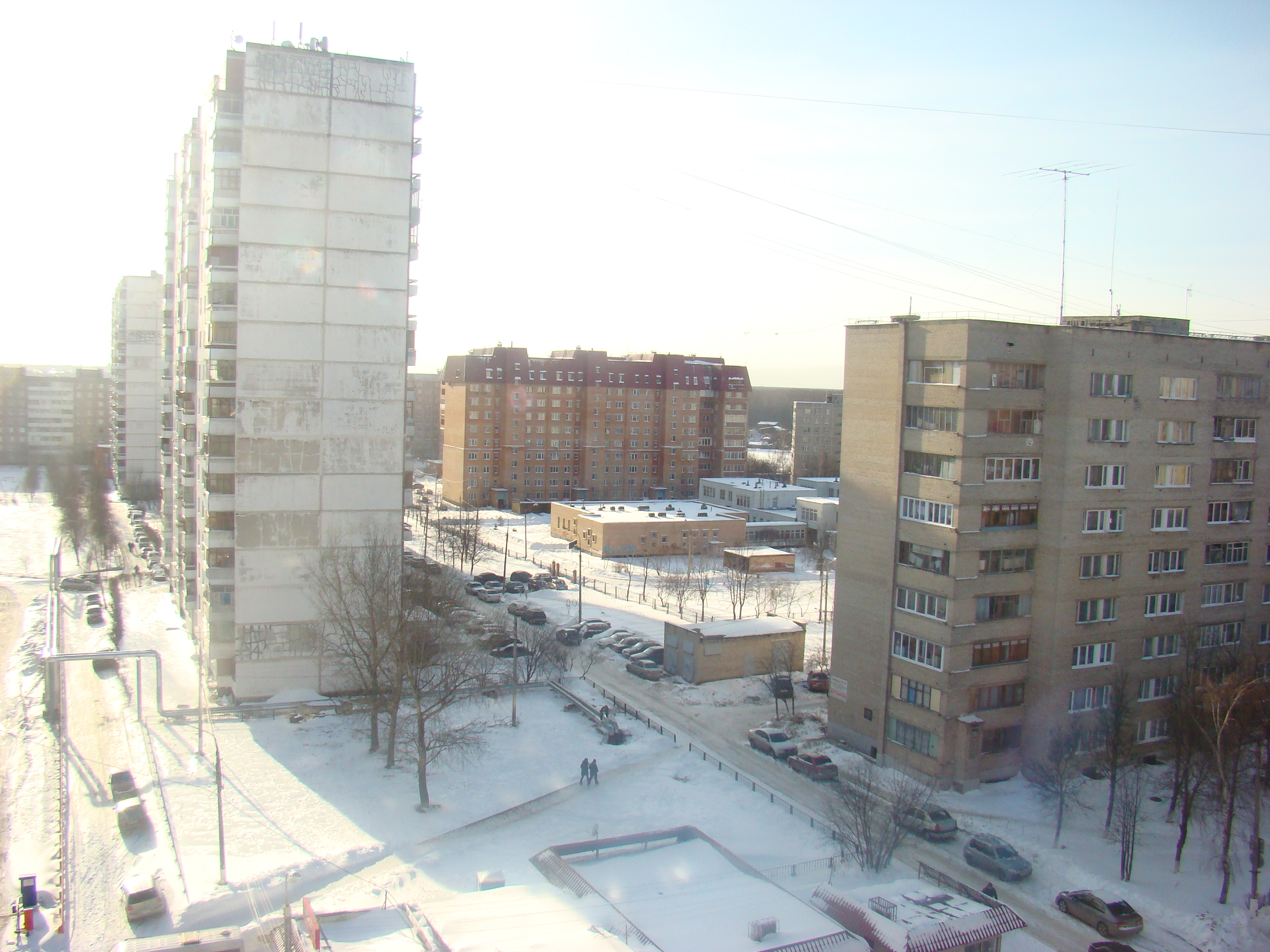
Двор в авиагородке «Домодедово»
Монумент лётчикам гражданской авиации в авиагородке «Внуково»
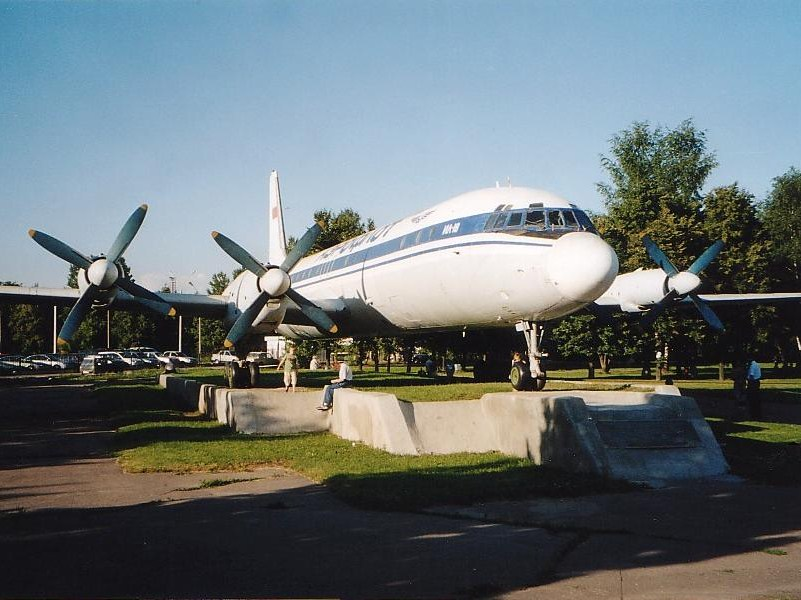
Постамент Ил-18 в авиагородке «Шереметьево»
Храм в честь иконы Божией Матери в авиагородке «Домодедово»
Большая Внуковская улица в авиагородке «Внуково»